# Clase Shirane
La clase Shirane es una serie de dos de destructores japoneses originalmente construidos a finales de la década de 1970 en servicio activo. Están construidas alrededor de un gran hangar central que alberga hasta tres helicópteros y son el sucesor natural de los destructores de la clase Haruna.

## Diseño
La clase Shirane incorpora un diseño mejorado basado en los destructores de la clase Haruna. También son los primeros barcos japoneses en ser equipados con radares 3D, el NEC OPS-12. La propulsión de las naves consiste en dos calderas de vapor con dos ejes que producen 70 000 caballos de fuerza y dan una velocidad máxima de 32 nudos.
Su armamento incluye dos cañones Mk.42 de 127mm, dos sistemas Phalanx CIWS de 20 mm, un lanzamisiles superficie-aire RIM-7 Sea Sparrow, torpedos y cohetes antisubmarinos. Se espera que estas naves sean reemplazadas por los nuevos destructores de helicópteros de clase Izumo.

## Historial operacional
El 15 de diciembre de 2007 se produjo un incendio a bordo del "Shirane" cerca del compartimento del timón, estando anclado en Yokosuka. Tomó siete horas extinguir el fuego y cuatro miembros de la tripulación resultaron heridos. 
El 27 de octubre de 2009 el navío JS Kurama chocó con un buque portacontenedores surcoreano debajo del puente Kanmonkyo en el Estrecho de Kanmon cerca de la costa de Japón. Si bien ninguna nave se hundió, la proa del Kurama fue gravemente dañada y ardió durante horas. Se informó de tres miembros de la tripulación Kurama resultaron heridos.
- Datos: Q285301
- Multimedia: Shirane class destroyers / Q285301